# Kudur-Enlil
Kudur-Enlil (en akkadien : ) est un roi de Babylone appartenant à la dynastie kassite, qui règne de 1254 à 1246 av. J.-C..

## Biographie
Il succède à son père Kadashman-Enlil II (qui serait peut-être son frère selon d'autres sources) et est le premier souverain à porter un nom entièrement babylonien.

Il aurait peut-être marié une de ses filles (ou une de ses sœurs) au roi Hittite Tudhaliya IV, la nouvelle suscitant le mépris du pharaon Ramsès II, qui ne considérait apparemment plus Babylone comme importante. La reine hittite Puduhepa lui aurait répondu dans une lettre : 

« Si vous dites que le « roi de Babylone n'est pas un grand roi », alors vous ne connaissez pas le statut de Babylone. »

Les événements politiques de son règne sont inconnus. La documentation de l'époque de ce souverain est constitué de quelques inscriptions mentionnant des constructions entreprises par celui-ci, et de textes économiques.
Le nom personnel « Marduk est le roi des dieux » apparaît pour la première fois pendant son règne marquant l'ascension de la divinité à la tête du panthéon babylonien.
La ville de Nippur connaît une forte extension sous son règne. Kudur-Enlil y fait rénover le temple d'Enlil.

## Famille

### Mariage et enfants
De son mariage avec une femme inconnue, il eut :
- Shagarakti-Shuriash
- Une fille, peut-être mariée à Tudhaliya IV